# Bureau Communicatie
Het Bureau Communicatie is in Nederland de communicatieafdeling van het KLPD. Bij het bureau werken ongeveer 20 communicatiemedewerkers aan de interne- en externe communicatie. 
Bij Bureau Communicatie staan persvoorlichters de media te woord. Regelmatig zijn de voorlichters aanwezig bij acties, ongevallen en andere incidenten.
Daarnaast maken de medewerkers communicatiemiddelen voor verschillende doeleinden. 
- Extern: persberichten, brochures, jaarverslag
- Intern: KLPD-Magazine, KLPD-web e.a.